# サルガオカーFC
サルガオカーFC（Salgaocar Football Club）は、インド・ゴア州・ヴァスコをホームタウンとするサッカークラブチーム。2011年、Iリーグで初優勝を果たした。また、同年にフェデレーションカップも制し二冠を達成した。

## タイトル

### 国内タイトル
- Iリーグ

優勝1回 : 2010-11
- インド・ナショナルフットボールリーグ

優勝1回 : 1998-99
準優勝1回 : 2002-03
- フェデレーションカップ

優勝4回 : 1988, 1989, 1997, 2011
準優勝3回 : 1987, 1990, 1993
- インド・スーパーカップ

優勝2回 : 1998, 1999
- デュラン・カップ

優勝2回 : 1999, 2003

## 歴代所属選手
- クライマックス・ローレンス 1998-2003
- 小林大輝 2012
- 斉藤誠司 2013-2014